# Arthur Vierendeel

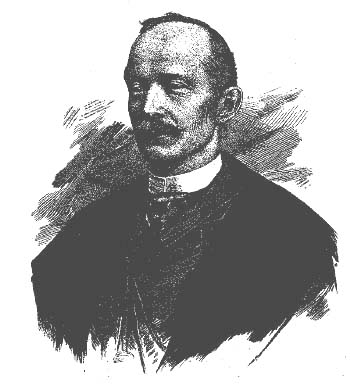
Arthur Vierendeel

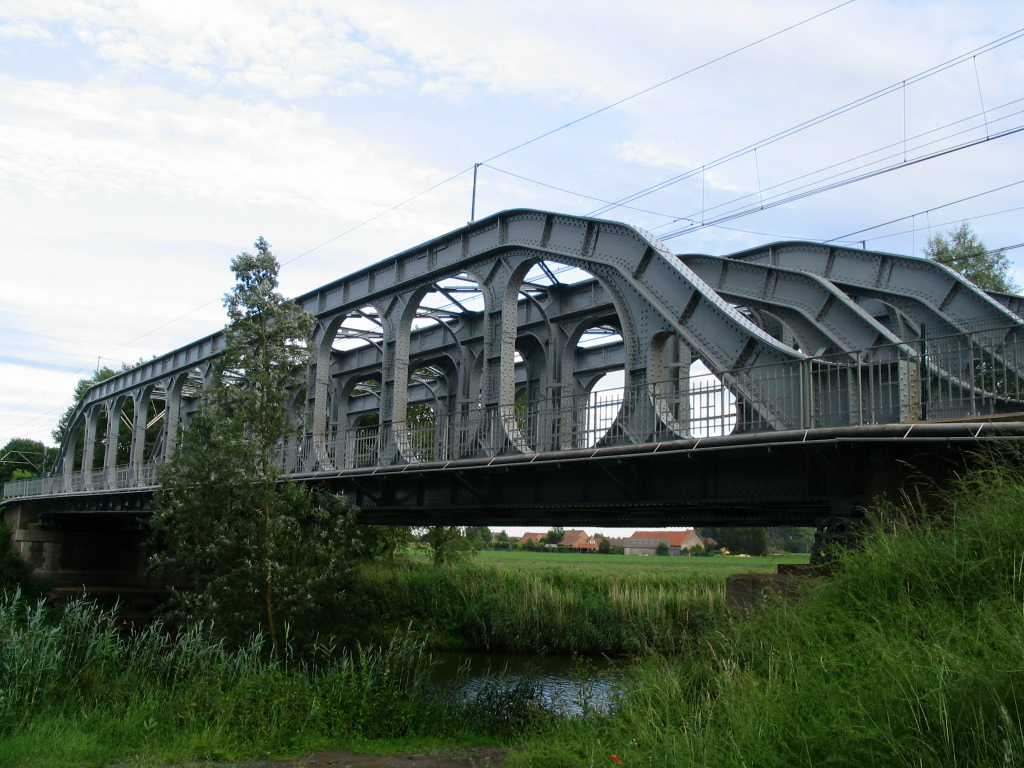
Vierendeelbrug in Grammene, België, gebouwd volgens het "vierendeelprincipe".

Arthur Vierendeel (Leuven, 10 april 1852 – Ukkel, 8 november 1940) was een Belgisch ingenieur, hoofdingenieur-directeur
Provinciale Technische Dienst West-Vlaanderen en daarna hoogleraar aan de Katholieke Universiteit Leuven.

## Levensloop
Hij behaalde zijn ingenieursdiploma in 1874 aan de Katholieke Universiteit Leuven. Zijn werk Cours de stabilité des constructions (1889) was gedurende meer dan een halve eeuw een belangrijk referentiewerk. Beide wereldoorlogen lagen aan de basis van de massale vernietiging van vierendeelbruggen. Een aantal hebben de oorlog overleefd, andere werden terug opgebouwd.
Zijn eerste brug bouwde hij in Avelgem over de Schelde in 1902.
Het vierendeelprincipe, een op een vakwerk lijkende constructie, maar met stijve hoeken, was ook toegepast in het vernielde World Trade Center te New York.

## Adel
Op 7 september 1932 werd Vierendeel in de Belgische adel opgenomen met de titel van ridder, overdraagbaar bij eerstgeboorte. Hoewel hij een wapenschild liet ontwerpen en als wapenspreuk Téméraire jamais, audacieux toujours nam en het diploma liet registreren, lichtte hij de open brieven niet, zodat de benoeming zonder gevolg bleef. Het belet niet dat hij algemeen ridder Vierendeel werd genoemd.
Arthur Vierendeel was getrouwd met Marie Vergote (1869-1906), dochter van luitenant-generaal Leopold Vergote.

## Straatnaam
De Brugse gemeenteraad gaf op 26 juni 2018 de naam Arthur Vierendeelweg aan de straat tussen de Blankenbergse Steenweg (rondpunt) en de Pathoekeweg.